# Сурсок, Таммин
Таммин Памела Сурсок (англ. Tammin Pamela Sursok; род. 19 августа 1983, Йоханнесбург, Трансвааль) — южноафриканская и австралийская актриса и певица.

## Биография
Таммин Памела Сурсок родилась 19 августа 1983 года в Йоханнесбурге, ЮАР. В детстве с семьёй переехала в Австралию. В 6 лет начала заниматься танцами. Окончила «Trinity Speech and Drama college» в Англии, а также Сиднейский молодёжный музыкальный театр. Помимо съёмок в кино, развивает карьеру поп-певицы.
В 2000 году Таммин дебютировала на телевидении с ролью в сериале «Дома и в пути», в котором снималась до 2004 года. С 2007 по 2009 год играла в сериале «Молодые и дерзкие». С 2010 по 2017 год снималась в сериале «Милые обманщицы».

## Личная жизнь
С 4 августа 2011 года Таммин замужем за актёром, режиссёром и продюсером Шоном МакЮэном. У супругов есть дочь — Финикс Эммануэль МакЮэн (род. 08.10.2013). В сентябре 2018 года объявила о второй беременности. 17 января 2019 года родила дочь которую назвали Леннон Блю Сурсок-МакЮэн. Между беременностями Сурсок перенесла два выкидыша подряд. 
С 2009 года она живёт в городе Святой Айвс, Новый Южный Уэльс, Австралия.

## Фильмография
| Год       |     | Русское название                         | Оригинальное название               | Роль            |
| --------- | --- | ---------------------------------------- | ----------------------------------- | --------------- |
| 2000—2004 | с   | Домой и в путь                           | Home and Away                       | Дэни Сазерленд  |
| 2003      | в   | Домой и в путь: Секреты и город          | Home and Away: Secrets and the City | Дэни Сазерленд  |
| 2003      | в   | Домой и в путь: Разделённые сердца       | Home and Away: Hearts Divided       | Дэни Сазерленд  |
| 2006      | ф   | Аквамарин                                | Aquamarine                          | Марджори        |
| 2007      | с   | Правила совместной жизни                 | Rules of Engagement                 | женщина         |
| 2007—2009 | с   | Молодые и дерзкие                        | The Young and the Restless          | Коллин Кэрлтон  |
| 2008      | с   | В простом виде                           | In Plain Sight                      | Николь          |
| 2009      | кор | Неизвестный                              | The Unknown                         | Ченс            |
| 2009      | кор | Соседи друзей                            | Neighbors Are Friends               | Мэделин Джеймс  |
| 2009      | тф  | Захватывающий!                           | Spectacular                         | Кортни          |
| 2009      | ф   | Переправа                                | Crossing Over                       | Розалин         |
| 2009      | ф   | Ферма Альбино                            | Albino Farm                         | Стейси          |
| 2010      | в   | Флика 2                                  | Flicka 2                            | Керри Маклоклин |
| 2010—2011 | с   | Ханна Монтана                            | Hannah Montana                      | Сиена           |
| 2010—2017 | с   | Милые обманщицы                          | Pretty Little Liars                 | Дженна Маршалл  |
| 2010      | ф   | Шелуха                                   | Husk                                | Натали          |
| 2011      | ф   |                                          | Driving by Braille                  | Сара Корсо      |
| 2012      | с   |                                          | Airship Dracula                     | Амелия          |
| 2013      | ф   | 10 правил для тех, кто спит с кем попало | 10 Rules for Sleeping Around        | Кейт Оливер     |
| 2014      | ф   | Тет-а-тет                                | Cam2Cam                             | Элли Вестбрук   |
| 2015      | тф  |                                          | Bound & Babysitting                 | Мэгги           |
| 2016      | тф  |                                          | You May Now Kill the Bride          | Одри            |
| 2016      | тф  |                                          | Girlfriends of Christmas Past       | Ливви Бил       |
| 2018      | ф   |                                          | Killer in a Red Dress               | Криста          |
| 2019      | ф   |                                          | Braking for Whales                  | Стар Уокер      |

## Дискография
1. «Whatever Will Be» (2005, Sony BMG)[3]
2. EP «Love Struck» (2011, Reprise)

## Награды и номинации
| Год  | Награда                    | Категория                                          | Работа                                   | Результат |
| ---- | -------------------------- | -------------------------------------------------- | ---------------------------------------- | --------- |
| 2001 | Медаль века                | За вклад в развитие австралийского общества        |                                          | Победа    |
| 2001 | Logie Awards               | Лучшая молодая актриса                             | Домой и в путь                           | Победа    |
| 2004 | Logie Awards               | Лучшая актриса                                     | Домой и в путь                           | Номинация |
| 2008 | Дневная премия «Эмми»      | Лучшая драматическая молодая актриса второго плана | Молодые и дерзкие                        | Номинация |
| 2013 | Нью-Йоркский кинофестиваль | Лучшая актриса                                     | 10 правил для тех, кто спит с кем попало | Номинация |